# Julio Ocampo
Julio Andrés Ocampo Zorrilla, más conocido como Julio Ocampo, es actor de cine y televisión nacido en Cali Colombia el 2 de agosto. Cursó estudios primarios y secundarios en Cali, Colombia. Se crio en esa ciudad, donde pasó su infancia 

## Carrera
No es considerado un actor "del montón" gracias a su naturalidad, frescura, carisma y picardía a la hora de interpretar a sus personajes. Esos personajes que han llegado a cautivar a todo un público no solo por lo controvertido, sino también por la pizca mágica que este joven actor les da. Ese ingrediente vivencial ha llevado a los críticos, tanto de cine como de televisión, a catalogarlo como un actor vivencial y natural, llevando consigo a sus personajes literarios sub-reales a un espacio creíble y real.
Se mudó a Miami (Florida, EE.UU.) en el 2001, para continuar sus estudios de aviación los cuales abandonó para formarse como actor. Es entonces cuando comienza sus estudios de actuación en la ciudad de Miami en el centro internacional de formación actoral con el profesor Aquiles Ortega, y luego continuó su crecimiento actoral junto a la actriz y profesora Adriana Barraza: en los años siguientes continuó su preparación como actor en Nueva York y Madrid (España).

## Trayectoria
No tardaría en llegar la oportunidad para julio en su debut como actor en la serie de televisión "Gente de este mundo" en la cual interpretó un pequeño papel llamado Carlos, quien lograría llamar la atención en más de 11 países y lo llevaría a formar parte de las siguiente producciones de cine y televisión, como la telenovela "Prisionera" de la cadena de televisión " Telemundo " protagonizada por Gabriela Spanic y Mauricio Islas. En esta Julio interpreta a "Ricky" un jovencito de 17 años que sufre serios problemas con la policía a causa de verse involucrado en una violación sexual hacia una compañera de su colegio, luego de ese gran éxito seguiría la película "  Street Money " (Magestic Entr.) el cual interpreta a  José ", el asistente del alcalde, y ambos atraviesan por una situación acelerada de corrupción y droga. Después pasaría a formar parte de la telenovela "El amor no tiene precio" (Televisa), protagonizada por Susana González y Víctor Noriega, el cual interpretaba a "Rubén", un chico humilde que luchaba por alcanzar el amor de su vida. También formó parte del tan nombrado unitario televisivo llamado "Decisiones" (Telemundo) en los siguientes episodios: "Como muere el amor", "Cheerleaders", "Vuelve la juventud", en este último Julio interpretó a "Moncho", un chico con problemas de adicción a las drogas a causa del abandono de su madre. Luego formaría parte de la gran telenovela "Tierra de Pasiones" (Telemundo), protagonizada por Gabriela Spanic y Saúl Lisazo. En esta telenovela Julio Ocampo interpretó a "Andrés", el hijo de Gabriela Spanic, cuya trama consistía en la homosexualidad y el miedo al no ser aceptado en la sociedad. Este personaje generó polémica, ya que era la primera vez en la historia de la televisión Latinoamericana en (USA) por Telemundo que ponían a flote un tema tan polémico, y este gran reto lo tuvieron que afrontar los actores Carlos East y Julio Ocampo, logrando así un gran respeto laboral gracias a su interpretación y creación de ese personaje, llenándolo de un juego de matices y verdad. Hoy día el joven actor ganador del premio REY como mejor actor de reparto por su interpretación en la película "Mil amores" (Cejet prod.), También ha formando parte de la exitosa producción de la cadena de televisión Telemundo llamada "Pecados Ajenos", protagonizada por Lorena Rojas y Mauricio Islas. En esta historia, Julio interpreta a Ramón, un chico de 18 años ambicioso que sueña con tener dinero sin importarle hasta donde tenga que llegar para lograr su objetivo. También tuvo una breve participación en la famosa serie de televisión Colombiana "El Cártel de Los Sapos", transmitida por el Canal Caracol. En esta ocasión Julio Ocampo tuvo la oportunidad de interpretar a un jovenvendedor de droga y compartir créditos con Manolo Cardona.
Recientemente Julio (Actor) se encuentra formando parte de la exitosa telenovela Tierra de Reyes transmitida por la cadena de televisión (Telemundo), donde el actor da vida a Tomas Crespo un muchacho laborioso y dispuesto a sacar adelante a su familia que es amigo íntimo de los 3 protagónicos hermanos Gallardo interpretados por Aarón Díaz, Cristian de la Campa y Gonzalo Vivanco.
Este talentoso actor colombiano se muestra ante cientos de festivales nacionales e internacionales como director del film "Ambulatorio". En este primer proyecto el actor y ahora director Julio Ocampo muestra la cruda realidad oculta del tráfico de órganos, el "modus operandi" de esta banda de médicos, trámites y conflictos que rodean la historia basada en un hecho real, Julio como director da vida a esta historia … esto le abriría las puertas para continuar con su más reciente proyecto " el silencio de mi llanto " .
En el amor, se sabe que Ocampo se encuentra felizmente acompañado de la bellísima actriz, modelo y presentadora de televisión del programa También Caerásy actualmente la conductora del programa Los Profesionales de Goltv, Vanessa Zolari, pero el actor es un poco discreto a la hora de hablar de su vida íntima.

## Filmografía

### Televisión
| Año       | Título                  | Personaje            | Canal              |
| --------- | ----------------------- | -------------------- | ------------------ |
| 2017      | Mariposa de Barrio      | Pedro Rivera         | Telemundo          |
| 2016      | Eva la trailera         | Armando Montes Joven | Telemundo          |
| 2014-2015 | Tierra de Reyes         | Tomás Crespo         | Telemundo          |
| 2012      | La Mariposa             | Orlando              | Canal RCN          |
| 2008      | El cartel               | Cristian             | Caracol Televisión |
| 2007-2008 | Pecados ajenos          | Ramón                | Telemundo          |
| 2006-2007 | Las dos caras de Ana    | Gonzalo              | Las Estrellas      |
| 2006      | Tierra de pasiones      | Andrés               | Telemundo          |
| 2005      | Decisiones              | Varios Caps.         | Telemundo          |
| 2005-2006 | El amor no tiene precio | Rubén                | Univision          |
| 2004      | Lotería                 | Personaje Varios     | Telemundo          |
| 2004      | Envios                  | Camilo               | Telemundo          |
| 2004      | Prisionera              | Ricky                | Telemundo          |

## Cine
| Año  | Título                     | Dirección                               |
| ---- | -------------------------- | --------------------------------------- |
| 2011 | El Silencio De mi Llanto   | Dir: Zlatan Ramusovic - París - Francia |
| 2010 | Ambulatorio - Cortometraje | Dir: Julio Ocampo - Miami               |
| 2009 | Mil Amores - Cortometraje  | Dir: Alondo G. - Miami                  |
| 2008 | Juventud En el Seol        | Dir: Diego Gómez - Miami                |
| 2006 | 5'Oclock In The Morning    | Dir: Antwon Smith - Miami               |
| 2006 | Street Money               | Dir: Antwon Smith - Miami               |

## Teatro
| Año  | Título                   | Personaje   | Dirección                 |
| ---- | ------------------------ | ----------- | ------------------------- |
| 2015 | All The Way              |             | Ariel Texido, Miami       |
| 2012 | Made in Argentina        |             | Dir : Julio Ocampo, Miami |
| 2010 | El Vendedor              | El Vendedor | Dir: José Ortiz, Miami    |
| 2006 | El Jardín pela 'o        | Sebastián   | María José Posa, Miami    |
| 2005 | Historia de Cerro Arriba | José        | Aquiles Ortega, Miami     |